# Oddlužení (úpadkové řízení)
Oddlužení (či osobní bankrot) je v podstatě sanační způsob řešení úpadku, který byl do českého právního řádu zaveden insolvenčním zákonem (InsZ). Jeho vymezení jako jednoho ze způsobů řešení úpadku podle InsZ je možné i navzdory formulačnímu nedostatku § 1 InsZ. Rozdílně je oddlužení pojato ve slovenské právní úpravě, která oddlužení chápe jako institut, který nastupuje po některém ze způsobů řešení úpadku, když hovoří o možnosti dlužníka domáhat se po zrušení konkurzu zbavení zbytku dluhů.  Dlužníkem může být fyzická osoba, fyzická osoba v postavení spotřebitele a od 1.1.2014 může způsob řešení úpadku oddlužení navrhnout také podnikatel – fyzická osoba a právnická osoba, která není považována za podnikatele (např. nadace).
Od 1.1.2014 lze žádat o společné oddlužení manželů. Dluhy manželů se poté řeší v rámci jednoho insolvenčního řízení, kdy je výhodou pro manželé menší odměna insolvenčnímu správci, než kdyby žádali každý zvlášť. V květnu 2024 byla v Poslanecké sněmovně schválena novela, která parametry oddlužení upravuje.

## Návrh a rozhodnutí onávrhu na povolení oddlužení
Návrh na povolení oddlužení nemůže podat insolvenčnímu soudu sám dlužník, dlužník musí být zastoupen buď advokátem, notářem, soudním exekutorem, insolvenčním správcem nebo akreditovanou osobou. Toto omezení bylo zavedeno kvůli takzvaným „oddlužovacím šmejdům“, kteří si za sepis návrhu účtovali vysoké sumy a mnohdy dlužníkům způsobili ještě větší potíže.
Pokud sepis insolvenčního návrhu nabízí osoba, která není uvedena v § 390a InsZ, může dostat pokutu až do výše půl milionu korun. Rovněž je limitována výše odměny za sepis insolvenčního návrhu, která nemůže překročit 4 000 Kč, resp. 6 000 Kč v případě oddlužení manželů, k této částce však může být připočtena případná DPH. V případě, že sepis insolvenčního návrhu provádí akreditovaná osoba, nenáleží této osobě žádná odměna.
Ministerstvo spravedlnosti vede dva seznamy osob, které jsou oprávněny sepisovat návrhy na povolené oddlužení. Seznam SAKO obsahuje akreditované osoby a seznam VESTA advokáty, notáře, insolvenční správce a soudní exekutory.
Lhůty pro podání návrhu na povolení oddlužení jsou odlišně upraveny pro případy, kdy je insolvenční řízení zahájeno na základě návrhu věřitele a kdy na návrh dlužníka. Dlužník je návrh na povolení oddlužení povinen podat spolu s insolvenčním návrhem, pokud podala insolvenční návrh jiná osoba, pak lze návrh na povolení oddlužení podat nejpozději do třiceti dnů od doručení insolvenčního návrhu dlužníku, přičemž o tomto musí být dlužník při doručení insolvenčního návrhu poučen. Podáním návrhu na povolení oddlužení nejsou dotčeny účinky spojené s nařízením předběžného opatření insolvenčním soudem. Opožděný návrh na povolení oddlužení insolvenční soud odmítne rozhodnutím.

### Podmínky pro schválení osobního oddlužení
K tomu, aby se dlužník mohl vypořádat se svými dluhy prostřednictvím oddlužení, musí splňovat tato kritéria: 
- dlužník musí být v úpadku,
- dlužník nesleduje návrhem na oddlužení nepoctivý záměr,[12]
- dlužník musí být schopen uhradit alespoň náklady a odměnu insolvenčního správce, nejméně ve stejné výši splácet dluhy dalším věřitelům, výživné a odměnu osobě, která za dlužníka sepsala insolvenční návrh,[13]
- dosavadní výsledky insolvenčního řízení nedokládají lehkomyslný nebo nedbalý přístup dlužníka k plnění povinností v insolvenčním řízení[14],
- dlužník již nebyl oddlužen v posledních 10 letech,[15]
- dlužníkovi v posledních 5 letech nebyl zamítnut návrh na oddlužení, protože jím sledoval nepoctivý záměr, ani mu nebylo v posledních 5 letech oddlužení z toho důvodu zrušeno,[16]
- dlužník v posledních 3 měsících nevzal jiný svůj návrh na oddlužení zpět. [17]

Dřívější podmínka očekávání splnění určité procentuální části dluhů se již neuplatňuje.
Celý proces oddlužení začíná vypracováním a podáním návrhu na oddlužení, který musí obsahovat: 
- osobní údaje dlužníka či jeho zákonného zástupce,
- navrhovaný způsob oddlužení (tedy zda oddlužení proběhne pomocí splátkového kalendáře či zpeněžením majetku),
- informace o dosud nabytých dluzích,
- údaje o všech dlužníkových příjmech za poslední 3 roky,
- očekávané příjmy dlužníka v následujících 5 letech
- nebo informace o dřívějších insolvenčních nebo obdobných řízeních.[5][19]

#### Novela insolvenčního zákona
Od 1. července 2019 začala platit novela insolvenčního zákona, která přinesla dvě nové varianty oddlužení: 
- na 3 roky s povinností splatit alespoň 60 % celkové částky dluhu. V této variantě musí dlužník dokázat, že je schopen částku splatit.
- na 5 let s povinností splatit alespoň 30 % částky, přičemž schopnost splnit to nemusí dlužník dokazovat, ale pokud částku nesplatí, o prominutí jeho dluhů rozhoduje soud, který přihlédne k tomu, zda se o splacení opravdu ze všech sil snažil.

Snazší oddlužení přinese tato novela také zadluženým starobním důchodcům a invalidům min. druhé stupně. Jejich oddlužení se bude v podstatě řídit pětiletého oddlužení, ale bude zkráceno na tři roky. Tuto variantu si mohou vybrat jen jednou.
Zda dlužník dosáhne na oddlužení lze ověřit na mnoha kalkulačkách, výpočet je potom ovlivněn zejména normativními náklady na bydlení a výší životního minima. Insolvenční kalkulačka potom nejčastěji počítá výši splátky věřitelům, celkovou částku uhrazenou za oddlužení a částku hrazenou insolvenčním správci.
Do procesu oddlužení nebude však moci vstoupit úplně každý. Novela insolvenčního zákona pustí do oddlužení jen toho, kdo bude schopen každý měsíc platit odměnu insolvenčnímu správci ve výši 900 Kč, pokud je plátcem DPH tak 1089 Kč, v případě oddlužení manželů potom 1 350 Kč, pokud je plátcem DPH tak 1 633,50 Kč. Stejnou částku pak bude muset dlužník uhradit na umoření závazků vůči věřitelům. Pokud tedy bude dlužník žádat o oddlužení sám, bude muset platit minimálně částku ve výši 2 178 Kč, v případě oddlužení manželů potom částku ve výši 3 367 Kč.
Tato novela také počítá s navýšením nezabavitelné částky, která v současné době činí 6 428,67 Kč, což představuje dvě třetiny ze součtu individuálního životního minima (3 410 Kč) a normativních nákladů na bydlení (6 233 Kč). Úprava počítá s navýšením na dvojnásobek tohoto součtu, tj. na 19286 Kč.

### Povolení oddlužení
Povolení oddlužení insolvenčním soudem je rozhodnutí o tomto způsobu řešení úpadku dlužníka. Soud takové rozhodnutí vydá pouze na základě řádného návrhu oprávněného a při zjištění splnění podmínek, které zákonodárce vymezil pomocí vylučovací metody. Nedojde-li tak ke zpětvzetí návrhu na povolení oddlužení ani k jeho odmítnutí nebo zamítnutí, insolvenční soud oddlužení povolí.
Samotné povolení oddlužení však neznamená finální rozhodnutí, že skutečně dojde k realizaci tohoto způsobu řešení úpadku. Oddlužení musí být nejprve schváleno. Mezidobí mezi povolením a schválením je časem určení formy provedení oddlužení. Zatímco reorganizace neurčuje možné formy provedení, v případě oddlužení zákon taxativně stanovuje dvě jediné formy – zpeněžení majetkové podstaty, nebo plnění splátkového kalendáře.

### Zpeněžení majetkové podstaty
Jedná se o způsob oddlužení formou jednorázového vyrovnání pohledávek ze zdrojů stávajících aktiv dlužníka, v zásadě totiž nenáleží do majetkové podstaty při tomto způsobu oddlužení majetek, který byl dlužníkem nabyt v průběhu insolvenčního řízení poté, co nastaly účinky schválení oddlužení. Postup uspokojení v tomto případě připomíná konkurz i účinky tohoto způsobu na majetek podléhající zpeněžení jsou obdobní prohlášení konkurzu. Rozdílem je však rozsah majetkové podstaty. Po schválení tohoto způsobu oddlužení má dispoziční oprávnění k majetku insolvenční správce, který realizuje zpeněžení i fakticky oddlužení. Zpeněžení, o jehož způsobu rozhoduje insolvenční správce se souhlasem věřitelského výboru, se děje zejména veřejnou dražbou, prodejem věcí (dle občanského soudního řádu) nebo prodejem mimo dražbu.

### Plnění splátkového kalendáře
Jedná se o způsob oddlužení, při němž je stanovena povinnost dlužníka realizovat po dobu pěti let (od 1. července 2019 i po dobu tří let) pravidelné úhrady ze svých příjmů. Výše splátky se odvíjí od:
- výše příjmů dlužníka – příjmy se vypočítávají ze mzdy, z příjmů z živnostenské činnosti, ze starobního nebo invalidní důchodu, z nemocenské nebo z i jednorázových finančních darů či dědictví. Výši příjmů musí dlužník každých 6 měsíců dokládat insolvenčnímu správci.
- výše normativních nákladů na bydlení, tzv. nezabavitelná částka – Tato částka se odečte od čistého příjmu dlužníka. Pro rok 2019 tato částka činí 6428,67 Kč. Za každou vyživovanou osobu dlužníkem (dítě, manželka) se částka navýší od 1607,17 Kč.
- a od výše životního minima – to dosahuje v roce 2019 částky 9643 Kč. Vše, co po minulém odečtu překračuje tuto částku, bude hodnota splátky.[20]

Dlužník tak přichází o část svých budoucích příjmů. Tento způsob oddlužení je v české právní úpravě institutem novým. Částka je rozvržena dlužníkem prostřednictvím insolvenčního správce mezi nezajištěné věřitele podle poměru jejich pohledávek způsobem určeným v rozhodnutí insolvenčního soudu o schválení oddlužení. Zajištění věřitelé se uspokojí jen z výtěžku zpeněžení zajištění; při tomto zpeněžení se postupuje obdobně podle ustanovení o zpeněžení zajištění v konkursu. Dlužníku, který o to požádal v návrhu na povolení oddlužení, může insolvenční soud stanovit jinou výši měsíčních splátek. Učiní tak jen tehdy, lze-li se zřetelem ke všem okolnostem důvodně předpokládat, že hodnota plnění, které při oddlužení obdrží nezajištění věřitelé, bude stejná nebo vyšší než polovina jejich pohledávek, anebo stejná nebo vyšší než hodnota plnění, na které se tito věřitelé s dlužníkem dohodli. Přitom dále přihlédne k důvodům, které vedly k dlužníkovu úpadku, k celkové výši dlužníkových závazků, k dosavadní a očekávané výši dlužníkových příjmů, k opatřením, která dlužník činí k zachování a zvýšení svých příjmů a ke snížení svých závazků, a k doporučení věřitelů. Dlužníkovým návrhem jiné výše měsíčních splátek není insolvenční soud vázán. K opožděné žádosti insolvenční soud nepřihlíží.[nedostupný zdroj]
Při plnění splátkového kalendáře je dlužník povinen vykonávat přiměřenou výdělečnou činnost, aby byl schopen splácet své pohledávky. Dále je povinen vydat ke zpeněžení majetek a také hodnoty získané darem nebo dědictvím, které dlužník neuvedl ve svém seznamu majetku. V případě změny bydliště musí dlužník ohlásit i tuto skutečnost. V neposlední řadě musí dlužník jednou za půl roku doložit přehled o svých příjmech a žádný z těchto příjmů nesmí zatajovat.

## Rozhodnutí oschválení oddlužení
O tom, zda oddlužení schvaluje, rozhodne insolvenční soud neprodleně po skončení jednání, při kterém byly projednány námitky věřitelů a v případě, že věřitelé takové námitky neuplatnili, neprodleně po uplynutí lhůty k jejich podání.
Insolvenční soud oddlužení neschválí, jestliže v průběhu insolvenčního řízení vyšly najevo skutečnosti, které by jinak odůvodňovaly zamítnutí návrhu na povolení oddlužení. V případě, kdy ani jeden ze způsobů oddlužení nezískal prostou většinu hlasů nezajištěných věřitelů, rozhodne insolvenční soud o způsobu oddlužení. Jestliže insolvenční soud oddlužení neschválí, rozhodne současně o způsobu řešení dlužníkova úpadku konkursem.
Soud oddlužení schválí, pokud:
- je návrh úplný, jinak odmítne[32] a rozhodne o řešení úpadku konkurzem[33],
- neexistují důvody pro zamítnutí návrhu[34], jinak zamítne a rozhodne o řešení úpadku konkurzem[33],
- nejsou vzneseny námitky nezajištěných věřitelů a insolvenčního správce[35] nebo jsou tyto námitky soudem zamítnuty.

Jsou-li splněny podmínky, rozhodnou věřitelé o způsobu řešení. Jestliže není mezi nezajištěnými věřiteli dosažena shoda o způsobu řešení, rozhodne insolvenční soud.[nedostupný zdroj]
Ke schválení oddlužení je potřebné rozhodnutí soudu, kterým jsou vázáni jak dlužník, tak věřitelé, včetně věřitelů, kteří s oddlužením nesouhlasili nebo o něm nehlasovali.

### Účinky a dispoziční oprávnění
Účinky schválení nastávají zveřejněním v insolvenčním rejstříku. Právní moc rozhodnutí ruší omezení dispozičních oprávnění dlužníka, ke kterým došlo před jeho vydáním v dosavadním průběhu insolvenčního řízení ze zákona nebo rozhodnutím insolvenčního soudu.
V případě, že bylo schváleno oddlužení plněním splátkové kalendáře, soud i bez návrhu rozhodnutí změní, pokud se podstatně změní okolnosti významné pro výši a další trvání měsíčních splátek. Proti takovému rozhodnutí může podat odvolání pouze věřitel, který podle něj obdrží na úhradu své pohledávky méně než podle měněného rozhodnutí.[nedostupný zdroj]
Dispoziční oprávnění k majetku, jenž náleží do majetkové podstaty v době schválení oddlužení, má od právní moci rozhodnutí o schválení oddlužení dlužník. Výjimku však tvoří majetek, který slouží k zajištění, který po schválení oddlužení plněním splátkového kalendáře v případě žádosti zajištěného věřitele po zjištění pravosti výše a pořadí zajištěné pohledávky zpeněží insolvenční správce. Výtěžek zpeněžení je vydán zajištěnému věřiteli za postupu obdobného jako u zpeněžení zajištění v konkurzu.
Dispoziční oprávnění k příjmům má od schválení oddlužení plněním splátkového kalendáře dlužník. Tento je povinen naložit s příjmy způsobem, který je uveden v rozhodnutí o schválení oddlužení plněním splátkového kalendáře.
Jestliže dlužník neplní podstatné povinnosti podle schváleného způsobu oddlužení, nebo se ukáže, že podstatnou část splátkového kalendáře nebude možné splnit, nebo v důsledku zaviněného jednání vznikl dlužníku po schválení plánu oddlužení peněžitý závazek po dobu delší třiceti dnů po lhůtě splatnosti, anebo to navrhne dlužník, insolvenční soud schválené oddlužení zruší a současně rozhodne o způsobu řešení dlužníkova úpadku konkursem.

## Splnění
Splnění oddlužení vezme insolvenční soud na vědomí rozhodnutím, proti němuž není odvolání přípustné; právní mocí tohoto rozhodnutí insolvenční řízení končí. Současně insolvenční soud rozhodne o odměně insolvenčního správce a jeho nákladech a zprostí insolvenčního správce jeho funkce.

## Osvobození
Jen na návrh dlužníka vydá insolvenční soud po slyšení dlužníka za předpokladu, že dlužník splní řádně a včas všechny povinnosti podle schváleného způsobu oddlužení, usnesení, kterým dlužníka osvobodí od placení pohledávek zahrnutých do oddlužení v rozsahu, v jakém nebyly uspokojeny.
Osvobození však insolvenční soud odejme, pokud na základě návrhu některého z dotčených věřitelů do tří let od jeho pravomocného přiznání, vyjde najevo, že ke schválení oddlužení nebo k přiznání osvobození došlo na základě podvodného jednání dlužníka, anebo že dlužník poskytl některým věřitelům zvláštní výhody. To však neplatí, pokud věřitel, který návrh podal, mohl takovou námitku uplatnit před rozhodnutím o přiznání osvobození dlužníku.
Osvobození zaniká, pokud do tří let od právní moc rozhodnutí o osvobození byl dlužník pravomocně odsouzen za úmyslný trestný čin, který podstatně ovlivnil schválení nebo provedení oddlužení, anebo přiznání osvobození, nebo kterým došlo k poškození věřitele.

## Smrt dlužníka během oddlužení
V případě, že dojde ke smrti dlužníka v průběhu oddlužení, jeho dluhy nezanikají, ale přechází na dědice. Ten ale nemůže využít výhod oddlužení a musí splatit dluhy v aktuální výši, tedy po odečtení již uhrazených částek zemřelým dlužníkem.